# Kora perm

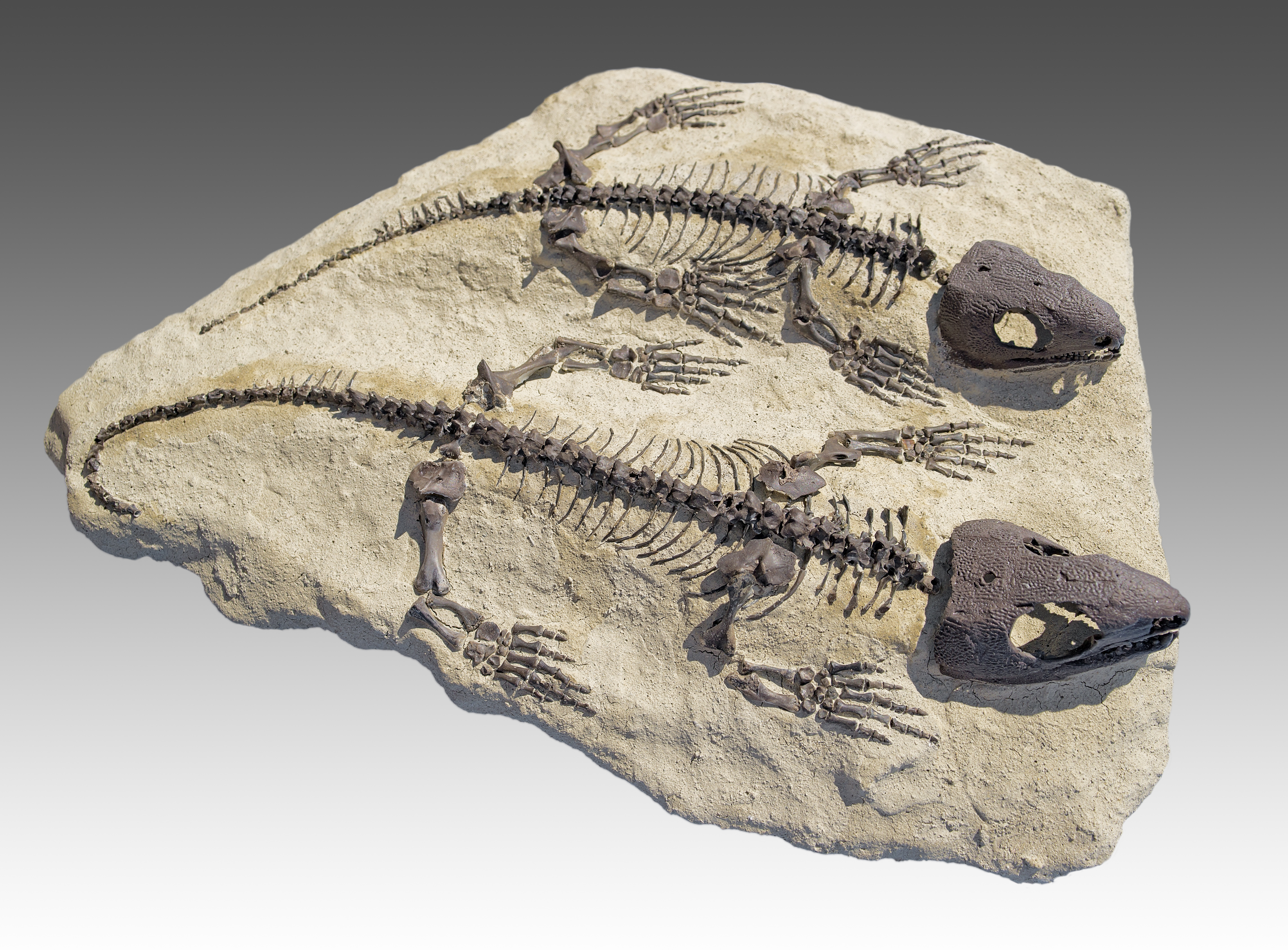
Captorhinus aguti ciszurali az Oklahoma

A kora perm vagy ciszurali korszak a perm földtörténeti időszak három kora közül a legkorábbi, amely 298,9 ± 0,15 millió évvel ezelőtt (mya) kezdődött, a karbon időszak késő karbon (vagy pennsylvaniai) kora után és 272,95 ± 0,11 mya végződött, amikor elkezdődött a középső perm kor roadi korszaka.
A sztratigráfiai korfelosztásban alsó perm néven ismert, mivel az ekkor keletkezett kőzetrétegek a permi kőzetrétegek közt legalul helyezkednek el.

## Határai
Elejét a Nemzetközi Rétegtani Bizottság meghatározása szerint a streptognathodus isolatus conodonták legkisebb előfordulási gyakorisága határozza meg a fosszíliákban. A középső perm kezdetét a jinogondolella nanginkensis conodonták legkisebb előfordulási gyakorisága jelzi.  

## Tagolása
A kora perm a következő korszakokra tagolható tovább:
- kunguri korszak: 283,5 ± 0,6 – 272,95 ± 0,11 Ma
- artyinszki korszak: 290,1 ± 0,26 – 283,5 ± 0,6 Ma
- szakmarai korszak: 293,52 ± 0,17 – 290,1 ± 0,26 Ma
- asszeli korszak: 298,9 ± 0,15 – 293,52 ± 0,17 Ma